# Campylaspis rubromaculata
Campylaspis rubromaculata är en kräftdjursart som beskrevs av Ulf Lie 1969. Campylaspis rubromaculata ingår i släktet Campylaspis och familjen Nannastacidae. Inga underarter finns listade i Catalogue of Life.